# مردی فیش
مردی فیش (به انگلیسی: Mardy Fish) (زاده ۹ دسامبر ۱۹۸۱ - ادینا، مینه‌سوتا) تنیس‌باز اهل کشور ایالات متحده آمریکا است.
فیش در مسابقات بین‌المللی مهمی شرکت کرده است که می‌توان به کسب مدال نقره تنیس بازی‌های المپیک تابستانی ۲۰۰۴ اشاره کرد، بهترین رتبه وی در رتبه‌بندی جهانی تنیس ۷ (۱۵ آگوست ۲۰۱۱) بوده است.